# José Ramón Zaragoza
José Ramón Zaragoza Fernández (Cangas de Onís, 16 de marzo de 1874-Alpedrete, 29 de julio de 1949) fue un pintor español, padre del escultor Gerardo Zaragoza.

## Biografía
Cursó estudios en la Escuela de Artes y Oficios de Oviedo, y en 1892 participó en la Exposición Nacional con su obra: Costumbres de la ribera. En la Exposición Nacional de 1897 logró una mención honorífica por su pintura La lección. También en 1897, becado por la Diputación de Asturias, ingresó en la Escuela de San Fernando, siendo discípulo de Menéndez Pidal. En las Exposiciones Nacionales de 1901 y 1906 logra sendas segundas medallas por sus lienzos El niño enfermo, que se inspiró en un poema en asturianu de José Caveda y Nava, y Orfeo en los infiernos.
Becado por el Estado, por oposición, reside en Roma de 1904 a 1910. Pinta en París y en Londres y viaja por Holanda, Alemania y la Bretaña francesa. De ese viaje trajo cuatro retratos que fueron presentados la Exposición Nacional de 1915, en la que logró una primera medalla con el Retrato de Mr. Th. S.. Acudió también a la Exposición Nacional de 1920, presentando dos retratos: el de una señora y el de Pío Baroja, y otra pintura: Ojos azules.
En su reseñado viaje por Europa ya había logrado, en 1913, una segunda medalla en la Exposición Universal de Múnich, y en 1914 una Mención Honorífica en el Salón de París. En la Regional de Bellas Artes, Oviedo, 1916, presentó diversos retratos de señoras y uno de Tipos bretones y, en 1919, junto a Medina y Luis Menéndez Pidal, contribuyó a realizar una exposición colectiva en la Casa Masaveu de treinta pinturas de paisajes, retratos y composiciones que lograron gran éxito de público.
En 1923 expuso, de manera individual, en el Museo de Arte Moderno de Madrid, presentando veintiocho obrass. En 1925 ganó el concurso para pintar tres plafones con destino al nuevo edificio del Círculo de Bellas Artes. En 1928 fue designado, por oposición, profesor de la Escuela de Artes y Oficios de Madrid, y en 1930, por concurso entre exbecarios de Roma, profesor de pintura, en la Escuela de San Fernando. Designado miembro numerario de la Real de Bellas Artes el 5 de enero de 1948, no llegó a posesionarse.
El Instituto Jovellanos de Gijón realizó, en septiembre de 1976, una exposición en su memoria, así como, en abril de 1977, el Círculo de Bellas Artes de Madrid. El Museo de Bellas Artes de Asturias posee Madreñeros, El niño enfermo y Retrato de Luz Ojeda.